# Iglesia de San Patricio (Waimate)
La iglesia de San Patricio (en inglés: St Patrick's Church)  fue construida entre 1908 y 1909, con una torre añadida en 1912.  Se trata de un edificio de estilo italiano-románico con un pórtico con arcos y una torre louvred impresionante en Waimate, en Nueva Zelanda. La basílica fue construida en ladrillo bajo el diseño de Francis William Petre y se ha descrito como su obra más original. Tres campanas de la torre fueron hechas en Bélgica. Dentro tiene un órgano de tubos, un altar de mármol y un santuario notable. La basílica está catalogada por el Patrimonio de Nueva Zelanda (Heritage New Zealand) como un lugar histórico, categoría 1.
La basílica de San Patricio es uno de varios templos neozelandeses a los que habitualmente se los llama "basílica", sin embargo litúrgicamente no existe en la actualidad ningún templo católico en Nueva Zelanda que ostente oficialmente la dignidad de basílica menor otorgada por la Santa Sede.